# Historia de un clan
Historia de un clan es una miniserie argentina transmitida por Telefe y por la cadena TNT para el resto de América Latina. Basada en la historia verídica de Arquímedes Puccio. Protagonizada por Alejandro Awada, Chino Darín, Nazareno Casero y Cecilia Roth. Coprotagonizada por Pablo Cedrón, María Soldi, Rita Pauls, Oscar Ferrigno, Victoria Almeida, Marcela Guerty, Matías Mayer, Justina Bustos, Benjamín Alfonso y Laura Laprida. También, contó con las actuaciones especiales de Gustavo Garzón y el primer actor Tristán. Se estrenó el 9 de septiembre de 2015, a las 23:00 de Argentina y el 10 de septiembre a nivel internacional. En 2018 y 2020 fue retransmitida por la Televisión Pública y en el periodo 2017-2020 estuvo disponible en Netflix

## Argumento
Los Puccio son en apariencia una familia como cualquier otra: Arquímedes (Alejandro Awada), el padre, tiene un plan entre manos, para el cual necesita la ayuda de su familia. Es así como reúne a sus hijos, Alejandro (Chino Darín) y Daniel (Nazareno Casero), para que lo ayuden a llevar a cabo la empresa. La casa de Arquímedes se convertiría en el centro de operaciones, manteniendo una vida de contrastes. La historia cuenta la organización familiar del delito, las conexiones de Arquímedes Puccio con otras bandas delictivas y la inocencia insostenible de este relato basado en hechos reales.

## Reparto
Nota: Los nombres de los personajes exceptuando a la familia Puccio y a Mónica Sörvick fueron cambiados por motivos dramatúrgicos, los nombres reales se encuentran entre paréntesis.
- Alejandro Awada es Arquímedes Puccio.
- Chino Darín es Alejandro "Alex" Puccio.
- Cecilia Roth es Epifanía Ángeles Calvo de Puccio.
- Nazareno Casero es Daniel Arquímedes "Maguila" Puccio.
- María Soldi es Silvia Inés Puccio.
- Rita Pauls es Adriana Claudia Puccio.
- Justina Bustos es Mónica Sörvick.
- Tristán es Coronel Franco (Rodolfo Franco).
- Pablo Cedrón  es Labarde (Guillermo Fernández Laborde).
- Gustavo Garzón es Rojas (Roberto Díaz).
- Victoria Almeida es María Belén (Cecilia Demargazzo).
- Laura Laprida es Paula (Isabel Menditeguy).
- Matías Mayer es Federico "Fede" Olsen (Ricardo Manoukian).
- Benjamín Alfonso es Juani.
- Oscar Ferrigno es Padre de Federico.
- Marcela Guerty es Madre de Federico.
- Martín Slipak es Franco Rizzo (Eduardo Aulet).
- Guadalupe Docampo es Adela Pozzi (Rogelia Pozzi).
- Enrique Liporace es Gustavo Bonomi (Gustavo Contepomi).
- Jean Pierre Noher es Roberto Rizzo (Florencio Aulet).
- Tina Serrano es Aurelia (María Esther Aubone).
- Patricio Aramburu es Emir Seguel (Emilio Naum).
- Bárbara Lombardo es Juliana (Alicia Betti).
- Nicolás Condito es Tomás.
- Verónica Llinás es Angélica Bolena (Nélida Bollini de Prado).
- Esteban Meloni es Marco.
- Coraje Ábalos es Lucas.
- Fabián Arenillas es Comisario.
- Abel Ayala es Rodolfo.

## Ficha técnica
- Producción: Sebastián Ortega
- Autores: Luis Ortega – Javier Van de Couter – Pablo Ramos
- Co-Autor: Martín Méndez
- Asesor Autoral: Rodolfo Palacios
- Dirección de Fotografía: Sergio Dotta
- Dirección de Arte: Julia Freid
- Vestuario: Andrea Duarte
- Jefa de Maquillaje y Peinado: Andy Sanzo
- Jefa de Casting: Lola Viviani
- Tema Musical Original: Daniel Melingo - «Fantasma Ejemplar», autor Luis Ortega
- Musicalización: Elvio Gómez
- Sonido Directo: Victoria Franzan
- Post-Producción de Sonido: Natalia Toussaint
- Coordinación de Producción: Andrea Ganassa
- Coordinación de Post-Producción: Fabricio Rodríguez
- Montaje: Guille Gatti (EDA)
- Asistentes de Dirección: Estela Cristiani – Felicitas Soldi
- Producción Ejecutiva: Leandro Culell – Pablo Flores
- Productor Asociado: Grupo Crónica
- Productor General: Pablo Culell
- Director: Luis Ortega

## Datos de interés
- Guillermo Puccio es inexistente en la historia, dejando a la familia Puccio con seis integrantes en lugar de siete.
- Daniel Puccio apareció poco antes del segundo secuestro, pero en la serie aparece desde el principio.
- Originalmente se tenía contemplado que la primera actriz Norma Aleandro interpretara a Angélica Bolena (Nelida Bollini de Prado), pero finalmente esta rechazó la oferta y fue reemplazada por Verónica Llinás.

## Adaptaciones
- El secreto de la familia Greco. Adaptación mexicana producida por Telemundo para Netflix y protagonizada por Fernando Colunga.

## Premios y nominaciones
| Premio                                            | Ceremonia                 | Categoría                                    | Nominados                                    | Resultado | Ref.  |
| ------------------------------------------------- | ------------------------- | -------------------------------------------- | -------------------------------------------- | --------- | ----- |
| Premios Ondas                                     | 24 de noviembre de 2015   | Mención de Honor                             | Historia de un clan                          | Ganador   | [ 2 ] |
| Premios Tato                                      | 2 de diciembre de 2015    | Programa del año                             | Historia de un clan                          | Ganador   | [ 3 ] |
| Premios Tato                                      | 2 de diciembre de 2015    | Mejor ficción unitario                       | Historia de un clan                          | Ganador   | [ 3 ] |
| Premios Tato                                      | 2 de diciembre de 2015    | Mejor producción                             | Historia de un clan                          | Ganador   | [ 3 ] |
| Premios Tato                                      | 2 de diciembre de 2015    | Mejor actriz protagónica                     | Cecilia Roth                                 | Nominado  | [ 3 ] |
| Premios Tato                                      | 2 de diciembre de 2015    | Mejor actor protagónico                      | Alejandro Awada                              | Ganador   | [ 3 ] |
| Premios Tato                                      | 2 de diciembre de 2015    | Mejor actor protagónico                      | Chino Darín                                  | Nominado  | [ 3 ] |
| Premios Tato                                      | 2 de diciembre de 2015    | Mejor actriz de reparto                      | Verónica Llinás                              | Ganador   | [ 3 ] |
| Premios Tato                                      | 2 de diciembre de 2015    | Mejor actor de reparto                       | Nazareno Casero                              | Ganador   | [ 3 ] |
| Premios Tato                                      | 2 de diciembre de 2015    | Revelación                                   | Matías Mayer                                 | Nominado  | [ 3 ] |
| Premios Tato                                      | 2 de diciembre de 2015    | Mejor dirección en ficción                   | Luis Ortega                                  | Ganador   | [ 3 ] |
| Premios Tato                                      | 2 de diciembre de 2015    | Mejor guion en ficción                       | Pablo Ramos Javier Van de Couter Luis Ortega | Ganador   | [ 3 ] |
| Premios Tato                                      | 2 de diciembre de 2015    | Mejor cortina musical                        | Luis Ortega Daniel Meligno                   | Nominado  | [ 3 ] |
| Premios Tato                                      | 2 de diciembre de 2015    | Mejor arte en ficción                        | Julia Freid                                  | Ganador   | [ 3 ] |
| Premios Tato                                      | 2 de diciembre de 2015    | Mejor vestuario en ficción                   | Andrea Duarte                                | Ganador   | [ 3 ] |
| Premios Tato                                      | 2 de diciembre de 2015    | Mejor dirección de fotografía                | Sergio Dotta                                 | Ganador   | [ 3 ] |
| Premios Tato                                      | 2 de diciembre de 2015    | Mejor edición en ficción                     | Guille Gatti Fabricio Rodríguez              | Ganador   | [ 3 ] |
| Festival Internacional de Programas Audiovisuales | 19 al 24 de enero de 2016 | FIPA de Oro a la Mejor Serie                 | Historia de un clan                          | Ganador   | [ 4 ] |
| Festival Internacional de Programas Audiovisuales | 19 al 24 de enero de 2016 | Mejor música original                        | Luis Ortega y Daniel Melingo                 | Ganador   | [ 4 ] |
| Premios Martín Fierro                             | 15 de mayo de 2016        | Mejor Unitario y/o Miniserie                 | Historia de un clan                          | Ganador   | [ 5 ] |
| Premios Martín Fierro                             | 15 de mayo de 2016        | Mejor actor de unitario y/o miniserie        | Alejandro Awada                              | Ganador   | [ 5 ] |
| Premios Martín Fierro                             | 15 de mayo de 2016        | Mejor actor de unitario y/o miniserie        | Chino Darín                                  | Nominado  | [ 5 ] |
| Premios Martín Fierro                             | 15 de mayo de 2016        | Mejor actriz de unitario y/o miniserie       | Cecilia Roth                                 | Nominado  | [ 5 ] |
| Premios Martín Fierro                             | 15 de mayo de 2016        | Mejor actor de reparto                       | Nazareno Casero                              | Nominado  | [ 5 ] |
| Premios Martín Fierro                             | 15 de mayo de 2016        | Mejor actor de reparto                       | Tristán                                      | Ganador   | [ 5 ] |
| Premios Martín Fierro                             | 15 de mayo de 2016        | Mejor actriz de reparto                      | Verónica Llinás                              | Ganador   | [ 5 ] |
| Premios Martín Fierro                             | 15 de mayo de 2016        | Revelación                                   | María Soldi                                  | Nominado  | [ 5 ] |
| Premios Martín Fierro                             | 15 de mayo de 2016        | Revelación                                   | Rita Pauls                                   | Nominado  | [ 5 ] |
| Premios Martín Fierro                             | 15 de mayo de 2016        | Mejor autor/libretista                       | Javier van de Couter y Pablo Ramos           | Ganador   | [ 5 ] |
| Premios Martín Fierro                             | 15 de mayo de 2016        | Mejor director                               | Luis Ortega                                  | Ganador   | [ 5 ] |
| Premios Martín Fierro                             | 15 de mayo de 2016        | Mejor cortina musical                        | Fantasma ejemplar                            | Nominado  | [ 5 ] |
| Premios Martín Fierro                             | 15 de mayo de 2016        | Mejor producción integral                    | Historia de un clan                          | Nominada  | [ 5 ] |
| Premios Cóndor de Plata                           | Junio de 2016             | Mejor Audiovisual para Plataformas Digitales | Historia de un clan                          | Ganador   | [ 6 ] |
| Premios Notirey                                   | 30 de octubre de 2016     | Mejor producción                             | Historia de un clan                          | Nominado  | [ 7 ] |
| Premios Notirey                                   | 30 de octubre de 2016     | Revelación Masculina                         | Benjamín Alfonso                             | Ganador   | [ 7 ] |
| Premios Notirey                                   | 30 de octubre de 2016     | Revelación Masculina                         | Matías Mayer                                 | Nominado  | [ 7 ] |
| Premios Notirey                                   | 30 de octubre de 2016     | Revelación Femenina                          | Rita Pauls                                   | Nominada  | [ 7 ] |
| Premios Notirey                                   | 30 de octubre de 2016     | Actor Protagónico                            | Chino Darín                                  | Nominado  | [ 7 ] |
| Premios Notirey                                   | 30 de octubre de 2016     | Actor Protagónico                            | Alejandro Awada                              | Ganador   | [ 7 ] |